# Скодье
Скодье (норв. Skodje) — коммуна в губернии Мёре-ог-Ромсдал в Норвегии. Административный центр коммуны — город Скодье. Официальный язык коммуны — нюнорск. Население коммуны на 2007 год составляло 3750 чел. Площадь коммуны Скодье — 120,25 км², код-идентификатор — 1529.

## История населения коммуны
Население коммуны за последние 60 лет.

## Известные уроженцы
- Даа, Людвиг (1829—1893) — норвежский политик.